# Тролейбуси в Алмати
Алматинський тролейбус — тролейбусна мережа в Алмати, Казахстан.

## Історія
Перша тролейбусна лінія була відкрита 1944 року У 1981 році в місті Алмати був перейнятий передовий досвід киян і успішно впроваджені тролейбусні потяги із двох тролейбусів ЗіУ-682 з'єднаних за системою Володимира Веклича.
У 1989 році в місті Алмати понад 300 тролейбусів перевозило за маршрутами протяжністю 220 км до 205 тисяч осіб на добу. Графік руху розподілявся на дві зміни, з 05:00 до 22:30. Частка перевезень тролейбусного транспорту у 1982 році становила 20%. До 1990 року в Алмати діяли 25 тролейбусних маршрута.
Криза 1990-х років почався у 1993 році і тривав аж до 1998 року. З 1990 року розвиток тролейбуса практично припинився, а після розпаду СРСР тролейбусне господарство стало приходити в занепад, що змусило незабаром закрити ряд маршрутів, а на деяких ділянках навіть був проведений демонтаж контактної мережі. У 1998 році виділено кредит МВФ, після чого були закуплені нові чеські тролейбуси Škoda 14Tr. У 2001 році був законсервований тролейбусний парк № 2, а 2010 року на його території відкрився муніципальний автобусний парк № 1.
З 1 серпня 2011 року в Алмати, у зв'язку з придбанням нових тролейбусів,  відсторонені від експлуатації 25 тролейбусів ЗіУ-682. За деякими даними вони були продані місту Тараз. Наприкінці 2011 року Алмати очікує постачання 200 нових тролейбусів. Очікується, що будуть відкриті маршрути № 4, 13 і 17.
14 лютого 2012 року відкрито нову тролейбусну лінію через мікрорайони «Мамиров» по вулиці Шаляпіна від Саїна до Момиш Ули на захід і на північ по вулиці Момиш Ули від вулиці Шаляпіна до проспекту Абая і далі до вулиці Маргулана. За новою лінією подовжений тролейбусний маршрут № 6.
2 квітня 2012 року закритий на реконструкцію тролейбусний парк № 3, всі машини передані до парку № 1.
22 травня 2012 року на 5-й сесії масліхатів (міської ради) 5-го скликання депутати прийняли одноголосне рішення про підвищення тарифу на перевезення пасажирів і багажу в громадському транспорті з 50 до 80 тенге за одну поїздку ($1 = 149 тенге). При цьому залишилася без зміни вартість пільгових проїзних квитків: від 850 до 4500 тенге в залежності від категорії громадян. З 23 липня 2012 року вартість проїзду в громадському транспорті підвищена до 80 тенге.
4 листопада 2012 року місто отримало першу партію з 195 машин Neoplan Kazakhstan Young Man JNP6120GDZ. 50 машин після розвантаження з залізничних платформ на автономному ходу відправилися до парк, які згодом замінили тролейбуси ТП КАЗ398, що були продані в Тараз.
8 листопада 2012 року відбулася офіційна презентація тролейбусів Neoplan Kazakhstan Young Man JNP6120GDZ на площі Астана. 12 листопада 2012 року
на маршрут № 5 вийшли нові тролейбуси Neoplan Kazakhstan Young Man JNP6120GDZ. 8 грудня 2012 року надійшла друга партія (50 машин) Neoplan Kazakhstan Young Man JNP6120GDZ. 
3 січня 2013 року Алматинський тролейбусний парк № 1 випустив на маршрути № 1, 6, 7, 9 та 12 нові тролейбуси Neoplan Kazakhstan Young Man JNP6120GDZ.
12 січня 2013 року введена в експлуатацію контактна мережа на вулиці Розибакієва від вулиці Березовського до вулиці Кожабекова в обидві сторони. У зв'язку з цим відбулися зміни в русі тролейбусних маршрутів № 1 і 9. 4 лютого 2013 року
відновлено рух по тролейбусному маршруту № 11 від Будинку відпочинку «Каргалинка» (Джандосова-Саїна) до Зеленого Базару.
13 травня 2013 року відновлено тролейбусний маршрут № 16. Схема руху колишня: Автовокзал «Саяхат», вул. Пушкіна, Гоголя, Науризбай батира, Абая, Сейфуліна, Сатпаєва, Шепеткова, Шаляпіна, Саїна, Будинок відпочинку «Каргали». Зворотно — вул. Жандосова, Сатпаєва, Сейфуліна, Абая, Желтоксан, Раімбек, автовокзал «Саяхат».
5 червня 2013 року відновлена тролейбусна лінія по вулиці Жубанова між мікрорайоном № 1 і мікрорайоном «Аксай-4» після будівництва транспортної розв'язки. Нею відновлена колишня схема руху маршруту № 11.
13 червня 2013 року маршрут № 11 почав працювати за колишньою схемою руху: Хлібозавод «Аксай нан» (вул. Маргулана /кут вул. Момишули) — Зелений базар.
17 червня 2013 року відновлено маршрут № 25, який обслуговує тролейбусний парк № 3. Маршрут не працював 13 років — був закритий 2000 року.
З 6 серпня 2013 року тролейбуси моделі ТП KAZ 398 виведені з експлуатації.
1 жовтня 2013 року надійшла чергова партія тролейбусів Neoplan Kazakhstan Young Man JNP6120GDZ з Китаю в кількості 25 штук.
10 жовтня 2013 року тролейбуси Škoda 14Tr повністю зняті зі всіх міських маршрутів. 12 жовтня 2013 року місто отримало наступні 45 тролейбусів Neoplan Kazakhstan Young Man JNP6120GDZ з Китаю. Разом з гранту ЄБРР Алмати впродовж 2013 року одержала 195 машин і повністю оновила тролейбусний парк.
З 3 січня 2014 року відновлено рух тролейбусів на маршруті № 8, за зміненою схемою від залізничного вокзалу Алмати-1 по проспекту Сейфуліна, проспекту Раімбек, автовокзал «Саяхат», вулиці Пушкіна, вулиці Гоголя до ЦПКіВ.
15 червня 2015 року, в рамках оптимізації маршрутної мережі починається поетапне скорочення маршрутів — закриваються маршрути № 8 і 16, а також істотно скорочуються схеми руху маршрутів № 6 і 11. Маршрут № 6 повертається до схеми радянських часів від залізничного вокзалу Алмати-2 до КЦДС «Атакент», а маршрут № 11 при русі від вулиці Маргулана у напрямку центра міста обмежується біля станції метро «Байконур» на розі проспекту Абая і вулиці Байтурсинова. Для нього була підготовлена розворотна контактна мережа через вулицю Курмангази, проспекти Сейфуліна і Абая. Таким чином готувалася поетапне закриття тролейбусної системи в місті на догоду метрополітену і автобусу.
З 1 серпня 2017 року змінилася вартість проїзду у всіх видах міського транспорту, в тому числі і в тролейбусах з 80 до 150 тенге. При користуванні електронною системою оплати проїзду «Онай» вартість однієї поїздки залишилася колишньою  — 80 тенге для звичайних пасажирів і 40 тенге для пільговиків (школярі, студенти, пенсіонери). Нововведення введено з метою максимального обмеження готівкової оплати проїзду. Вартість проїзду в поїздах метро поки не змінилася і становить 80 тенге за одну поїздку.
З 1 вересня 2017 року змінюється схема тролейбусного маршруту № 12 в центрі міста. Тролейбуси рухаються за чинною схемою до вулиці Гоголя, далі по проспектах Абилай хана і Райімбек, через автовокзал «Саяхат», по вулиці Пушкіна через Зелений базар до вулиці Гоголя і далі за чинною схемою. Також з 1 вересня закріплюється як постійна схема руху тролейбусів маршруту № 9 — в бік центру по вулиці Сатпаєва, проспекту Сейфуліна і вулиці Кабанбай батира і в зворотному напрямку по вулицях Кабанбай батира, Наурізбай батира, проспекту Абая і вулиці Байтурсинова.
З 26 квітня 2021 року відновлено рухи маршруту № 6.

## Маршрути
В Алмати діють 9 тролейбусних маршрути:
| Перелік тролейбусних маршрутів м. Алмати | Перелік тролейбусних маршрутів м. Алмати | Перелік тролейбусних маршрутів м. Алмати | Перелік тролейбусних маршрутів м. Алмати |
| №                                        | Початковий пункт                         | Кінцевий пункт                           | Депо                                     |
| ---------------------------------------- | ---------------------------------------- | ---------------------------------------- | ---------------------------------------- |
| 1                                        | Парк культури та відпочинку              | Вулиця Кожабекова                        | 1                                        |
| 2                                        | Вулиця Маргулана                         | Центральний ринок                        | 3                                        |
| 5                                        | Вулиця Маргулана                         | Залізничний вокзал Алмати-2              | 3                                        |
| 6                                        | Вулиця Толе би                           | Залізничний вокзал Алмати-2              | 1                                        |
| 7                                        | Залізничний вокзал Алмати-1              | Вулиця Кожабекова                        | 1                                        |
| 8                                        | Залізничний вокзал Алмати-1              | Зелений Базар                            | 1                                        |
| 9                                        | Центральний ринок                        | Вулиця Кожабекова                        | 1                                        |
| 11                                       | Центральний ринок                        | Вулиця Маргулана                         | 3                                        |
| 12                                       | Парк культури та відпочинку              | Вулиця Жандосова, ДО «Каргалинка»        | 1                                        |
| 16                                       | Парк культури та відпочинку              | Вулиця Жандосова, ДО «Каргалинка»        | 1                                        |
| 19                                       | Проспект Рискулова                       | Центральний ринок                        | 3                                        |
| 25                                       | Вулиця Маргулана                         | Парк культури та відпочинку              | 3                                        |

## Рухомий склад
Станом на 2019 рік на балансі підприємства «Алматиелектротранс» перебувають 172 тролейбусів:
| Тип моделі                             | Кількість            | Роки експлуатації    |
| Діючий рухомий склад                   | Діючий рухомий склад | Діючий рухомий склад |
| -------------------------------------- | -------------------- | -------------------- |
| Neoplan Kazakhstan YoungMan JNP6120GDZ | 213                  | 2008, 2012 — понині  |
| Виведений з експлуатації рухомий склад |                      |                      |
| Salvador Caetano/Efacec 175TR110       | 28                   | 1983—2004            |
| Salvador Caetano/Efacec UEC 41         | 19                   | 1986—2005            |
| ТП KAZ 398                             | 223                  | 2000—2012            |
| ТП KAZ 398 Аламан                      | 15                   | 2006—2012            |
| ЗіУ-682Г-016 [Г0М]                     |                      | 1975—2007            |
| ЗіУ-5                                  | 71                   | 1970—1983            |
| ЗіУ-5Д                                 | 65                   | 1973—1983            |
| Škoda 14Tr                             |                      | 1983—2013            |
| Škoda 21Tr                             | 1                    | ?                    |

## Галерея

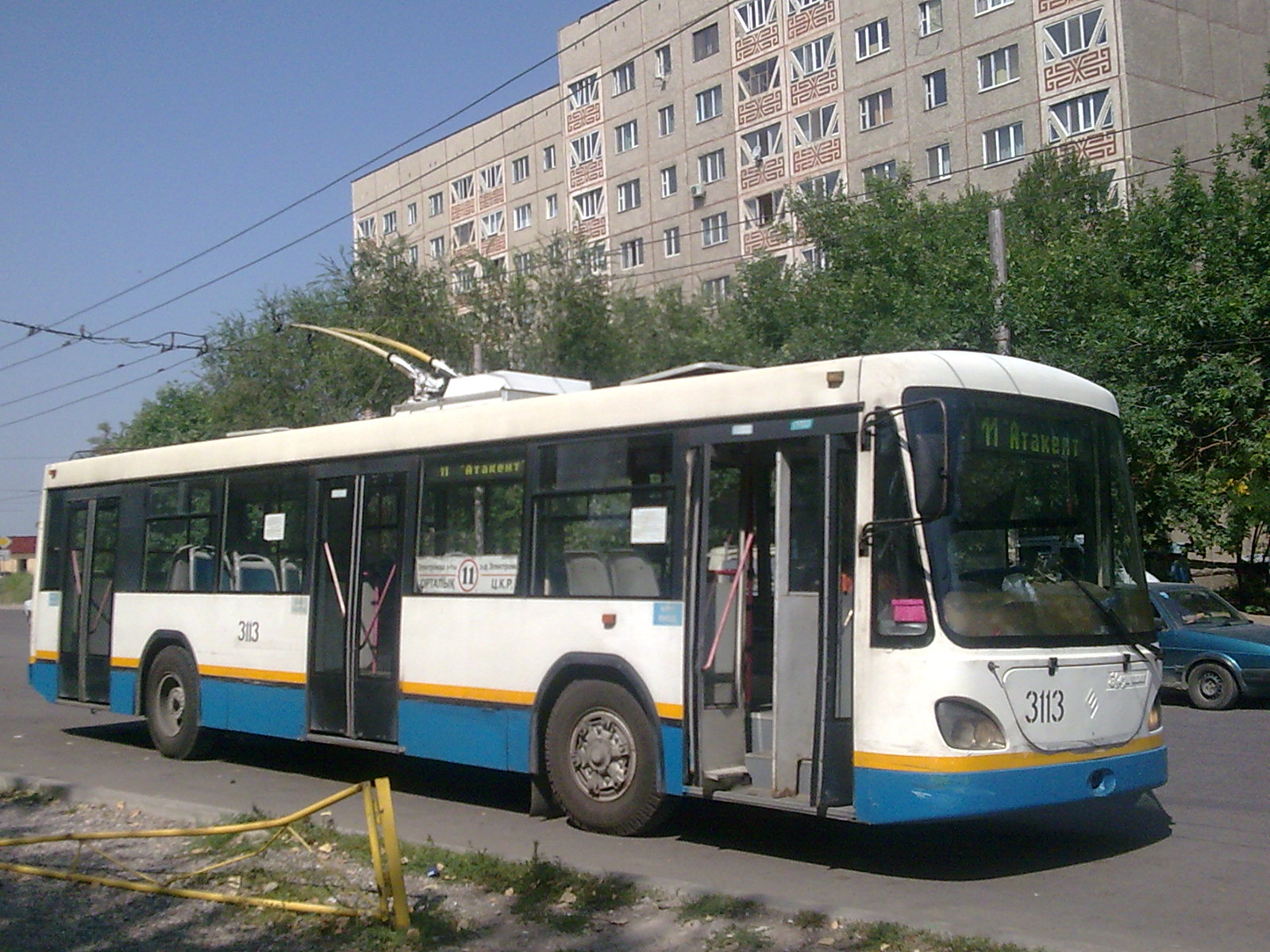
Тролейбус №3113
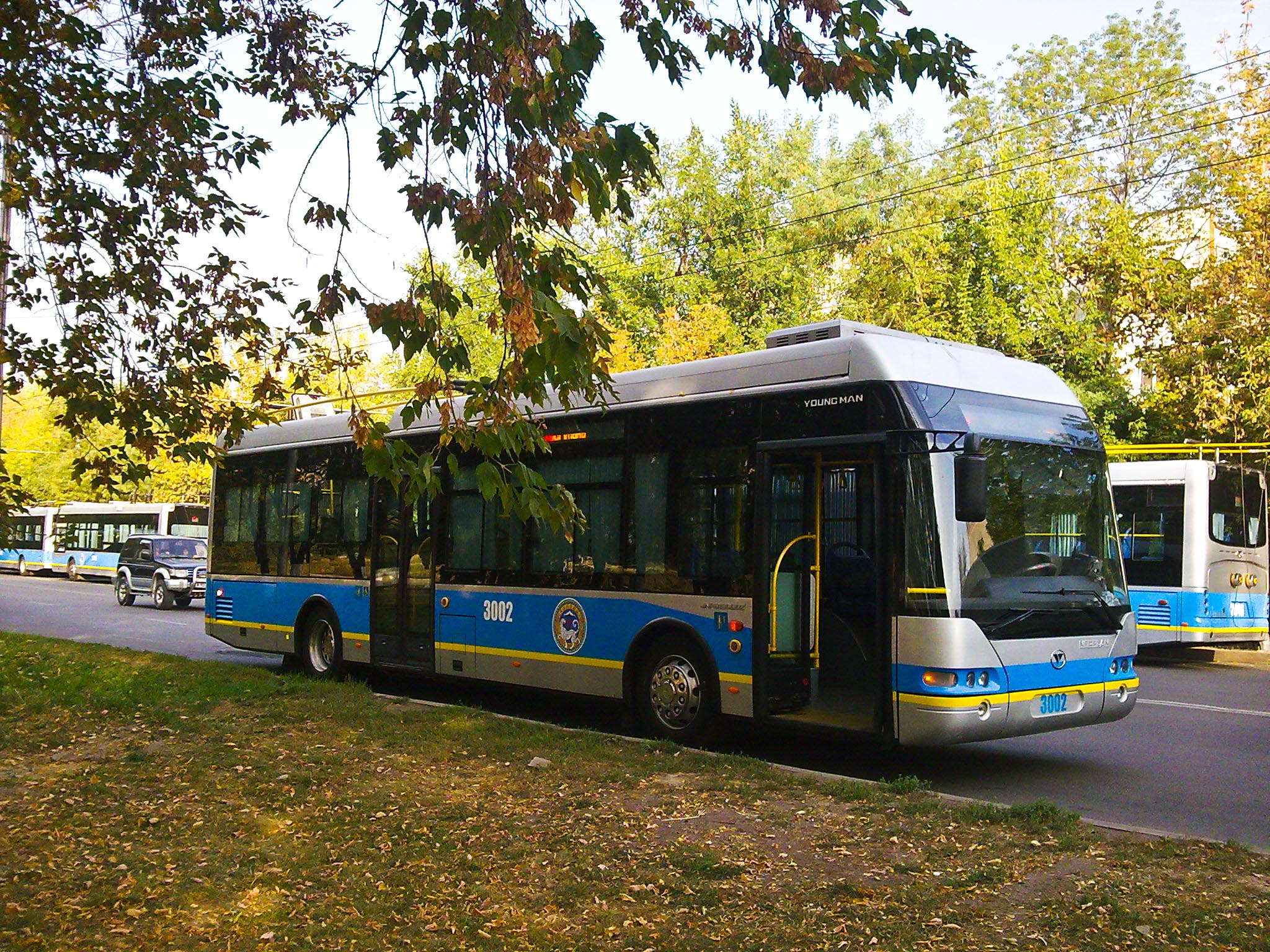
Neoplan Kazakhstan Young Man JNP6120GDZ №3002
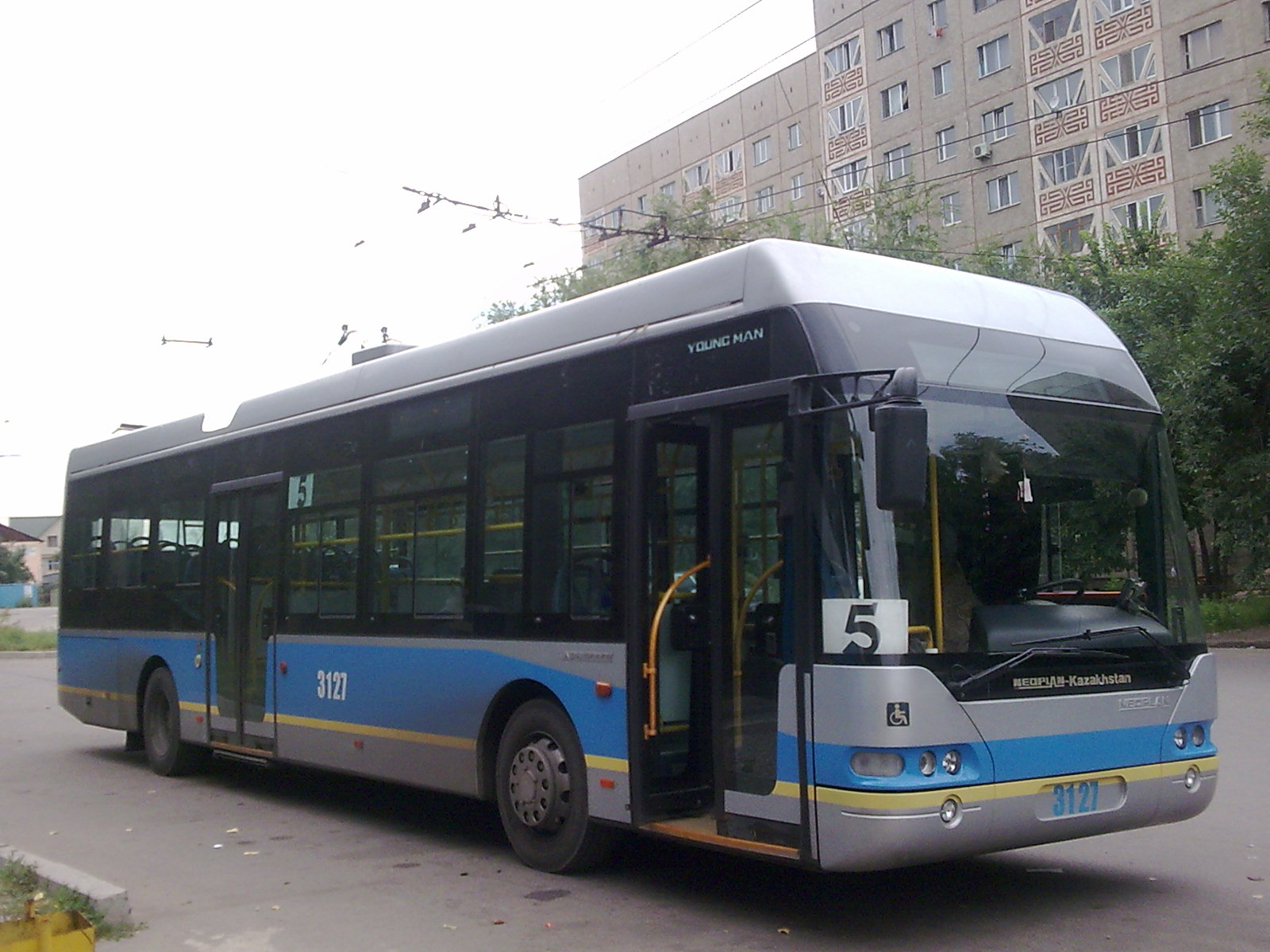
Neoplan Kazakhstan Young Man JNP6120GDZ №3127
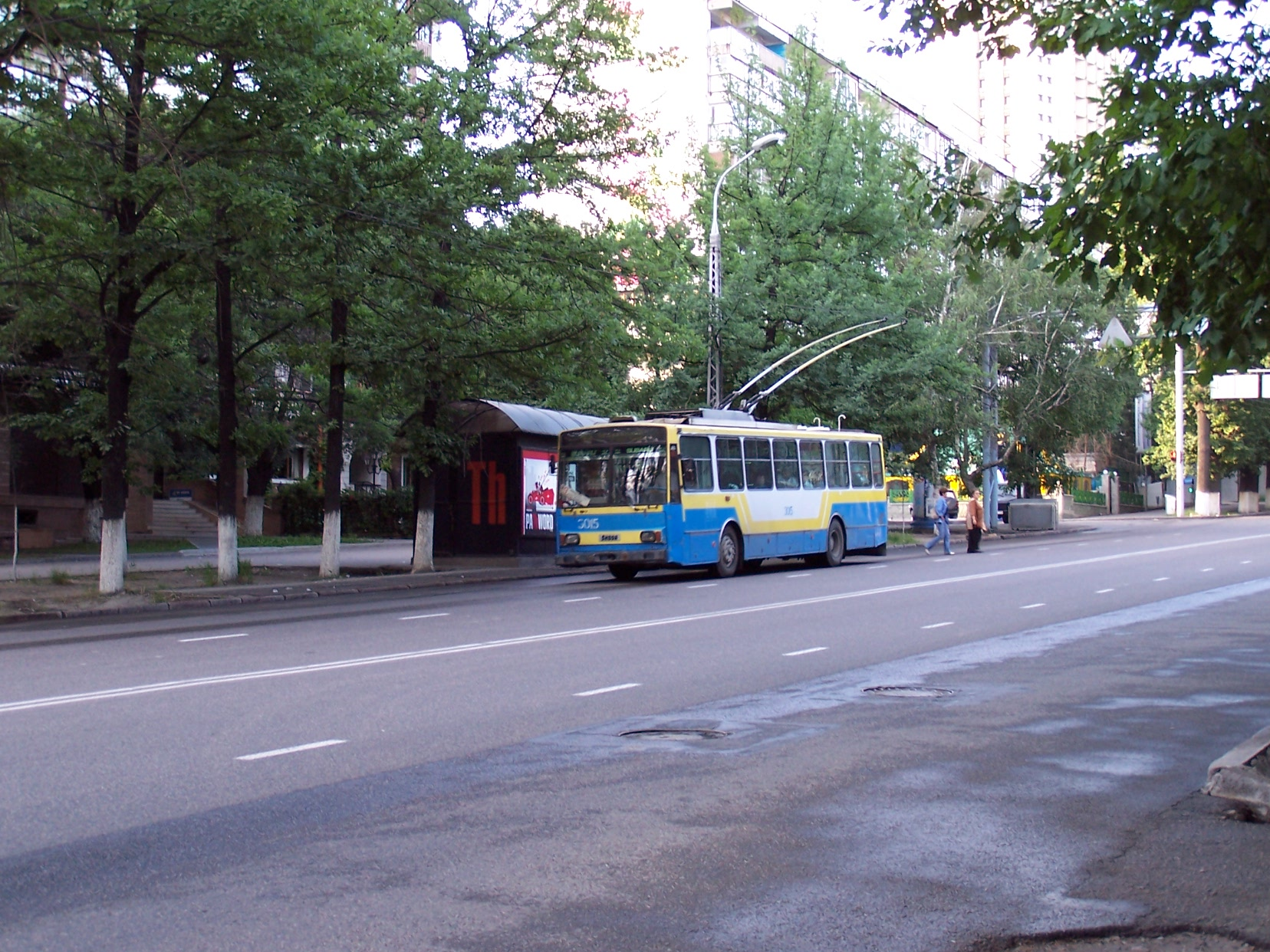
Škoda 14Tr №3015
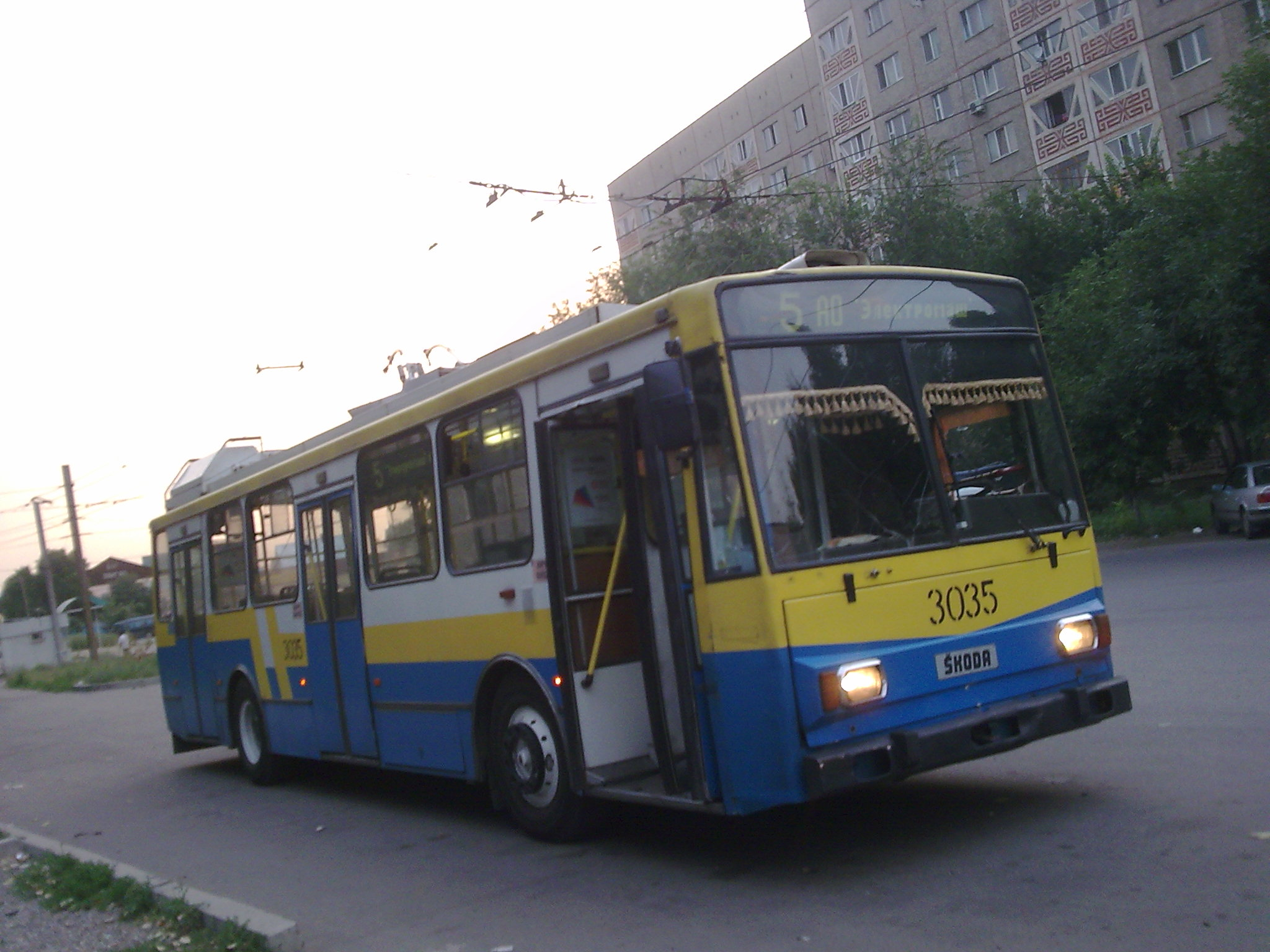
Škoda 14Tr №3035
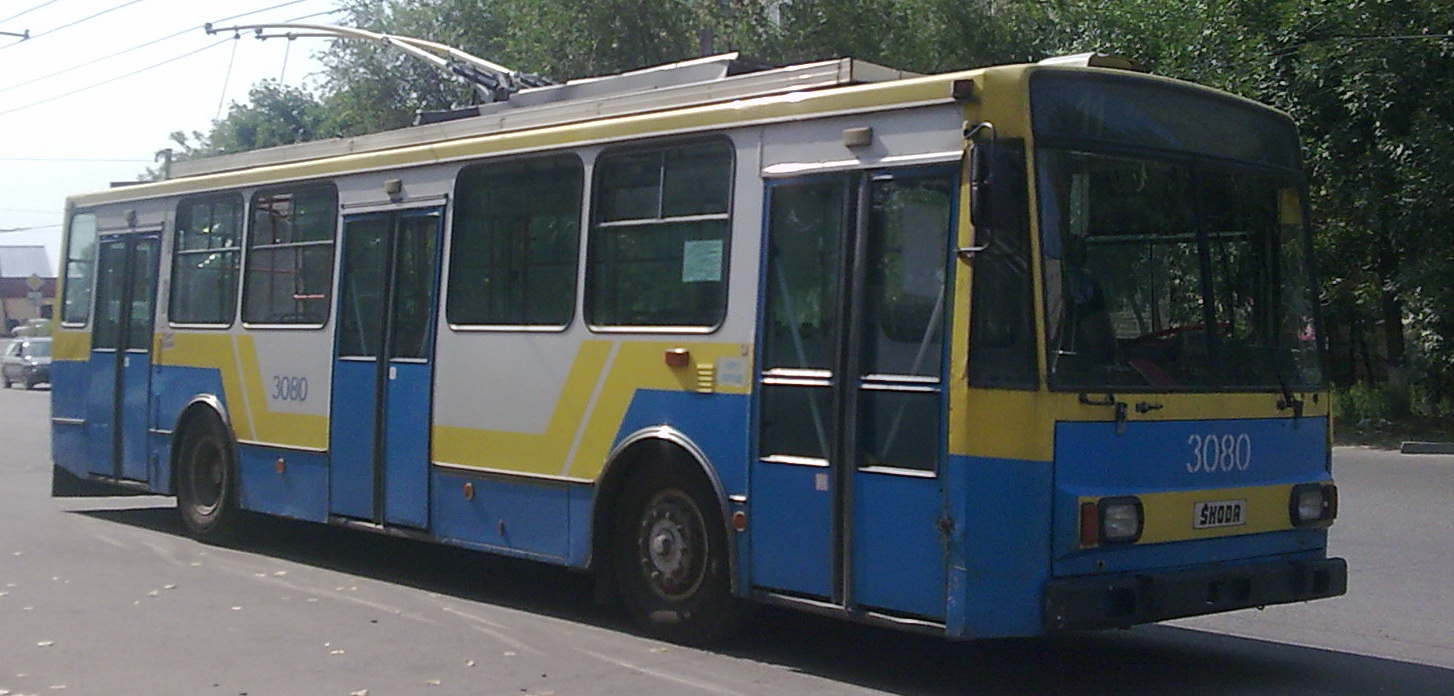
Škoda 14Tr №3080
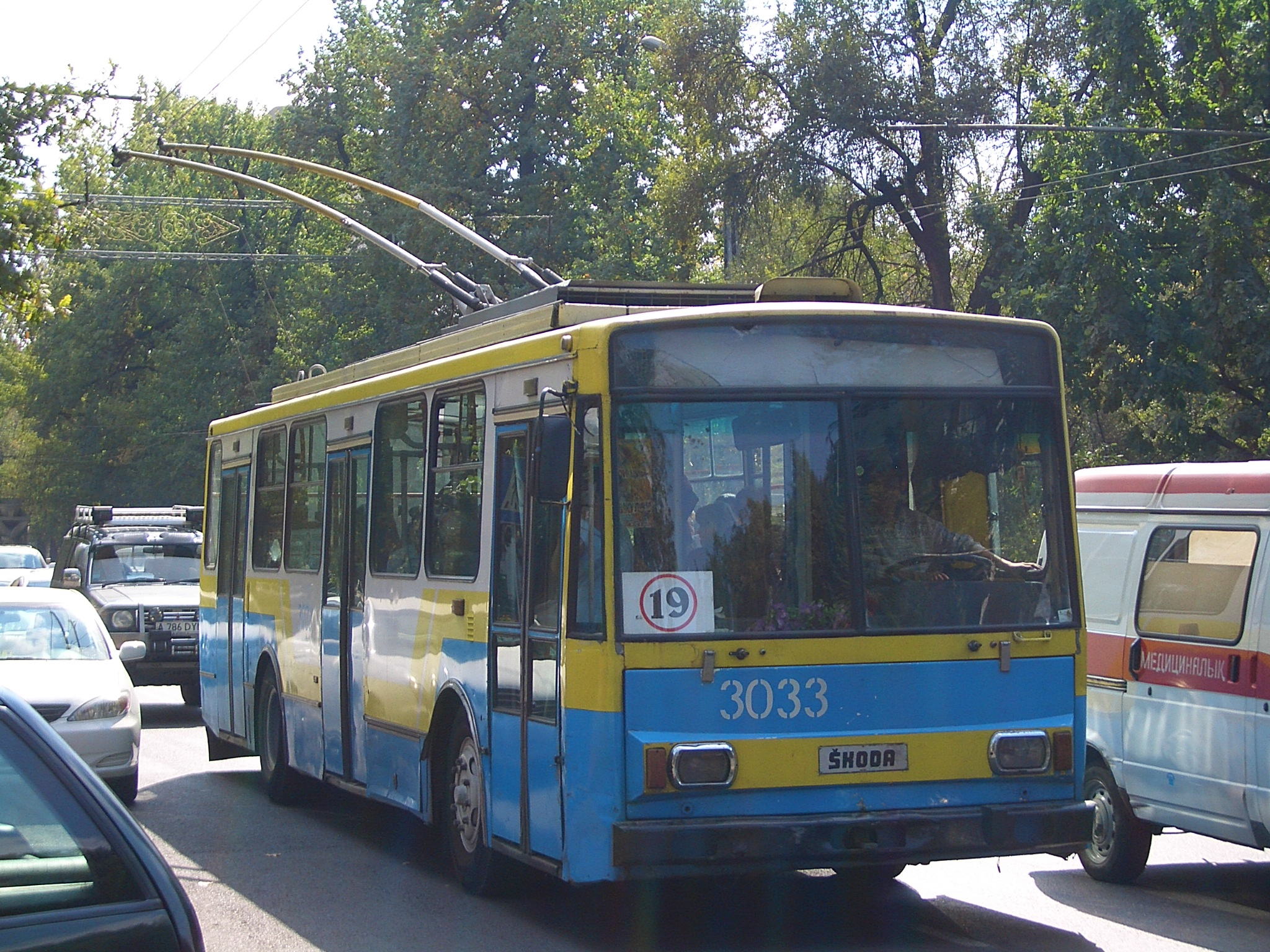
Škoda 14Tr №3033
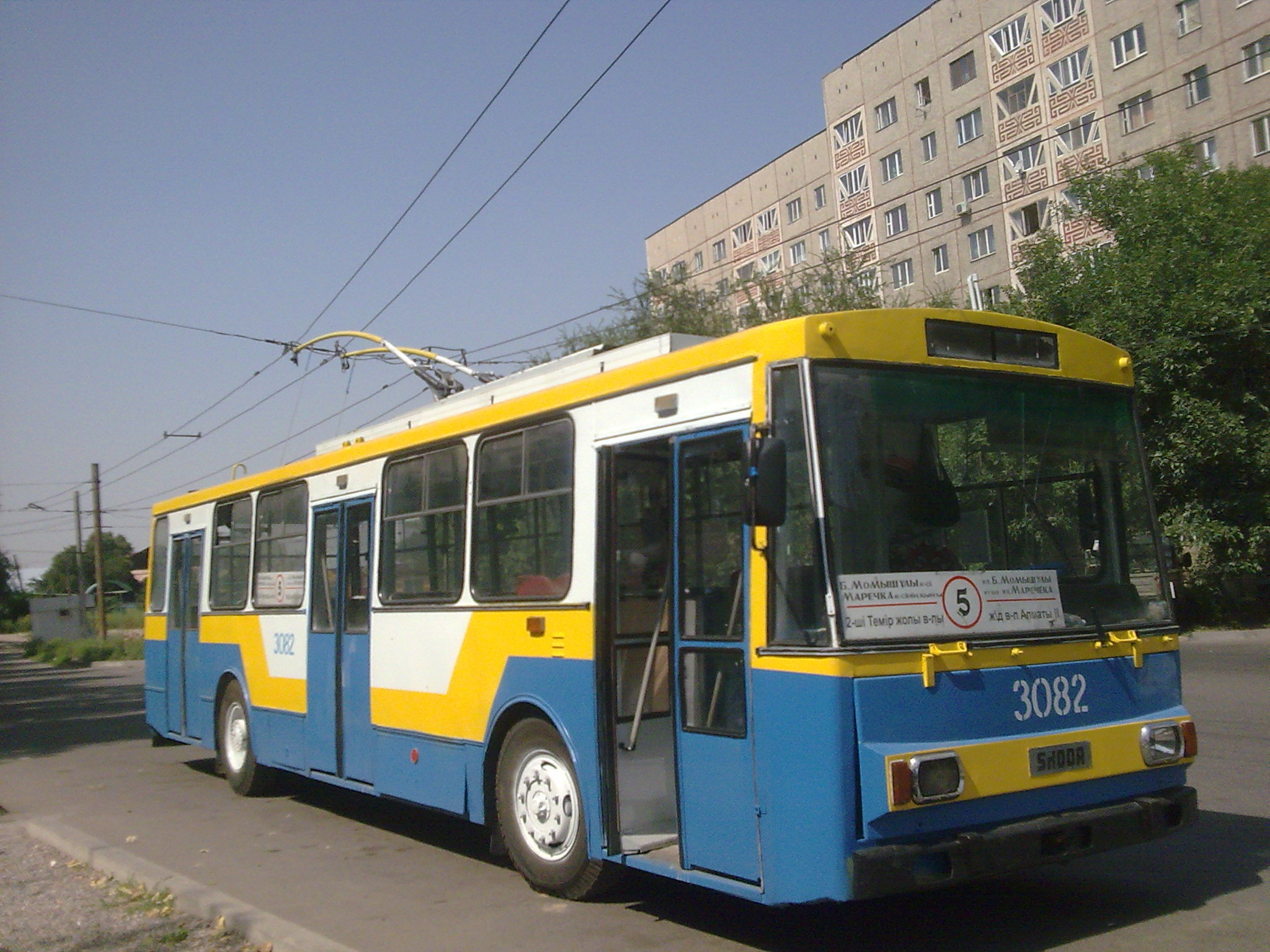
Škoda 14Tr №3182
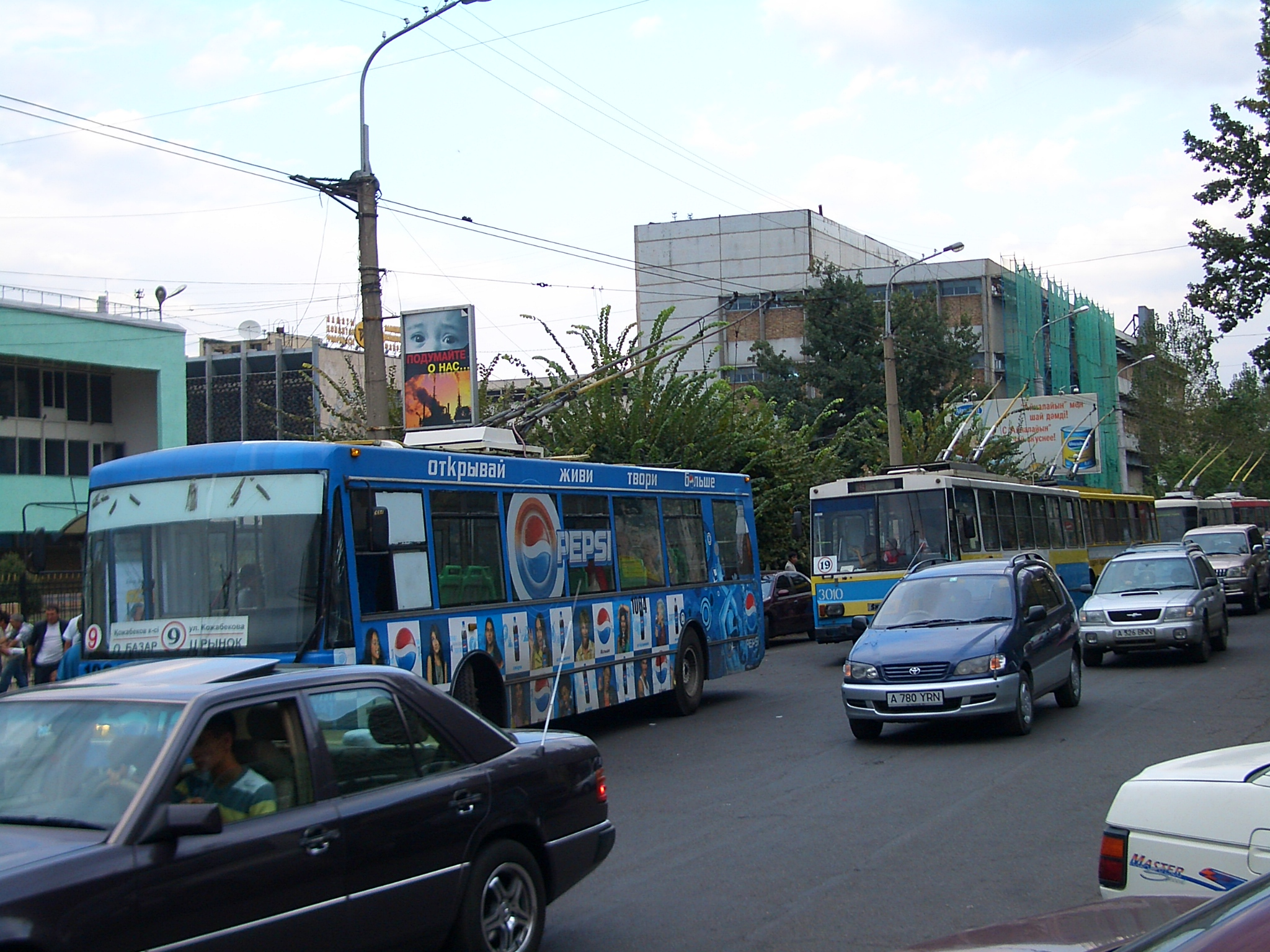
Тролейбус E8628 з рекламою Pepsi
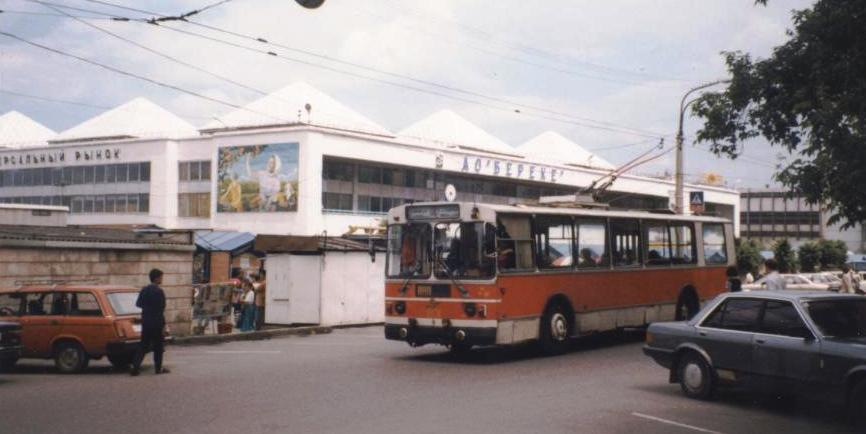
ЗіУ-682 на парковці
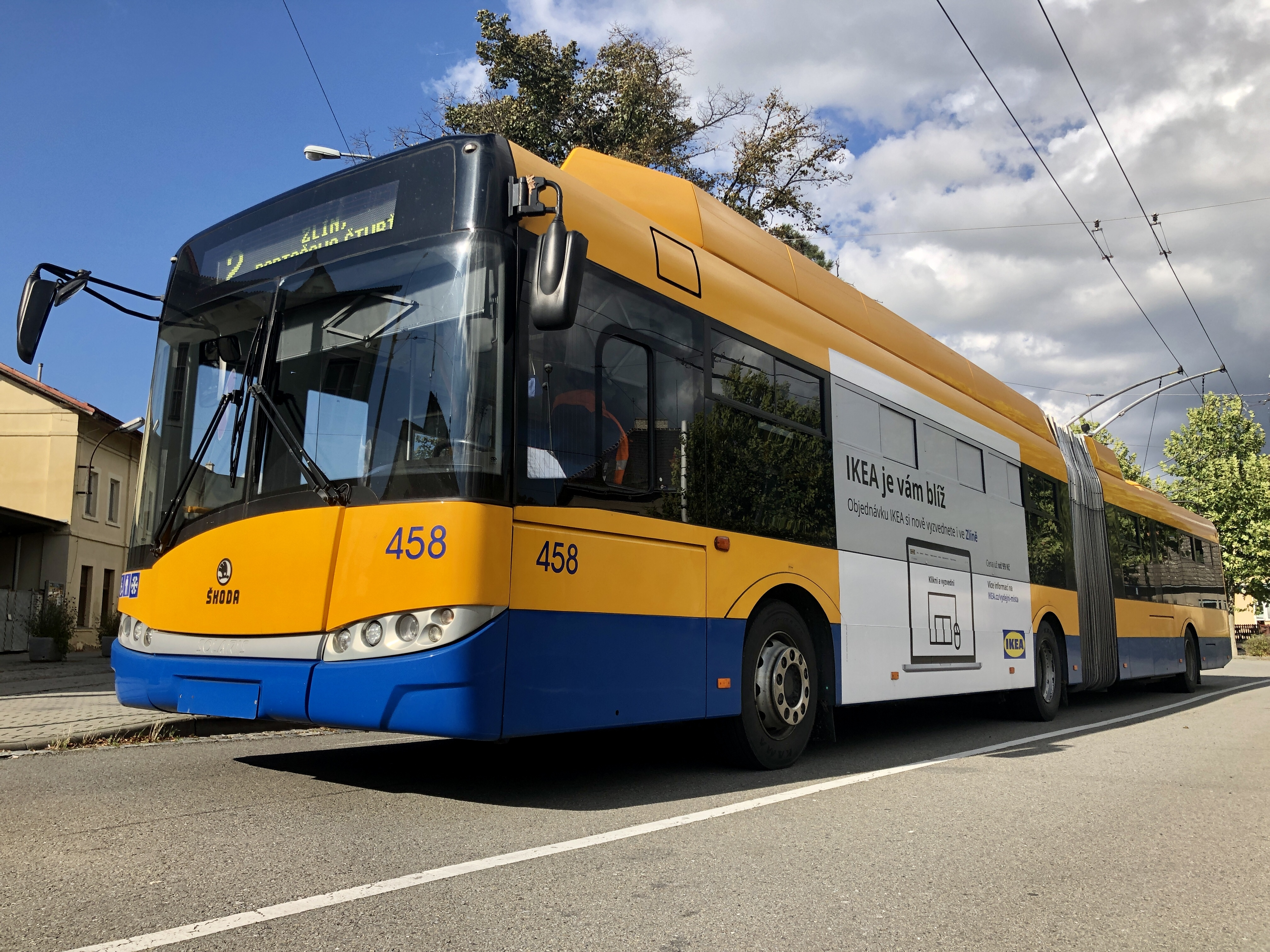
Škoda 27Tr Solaris №458
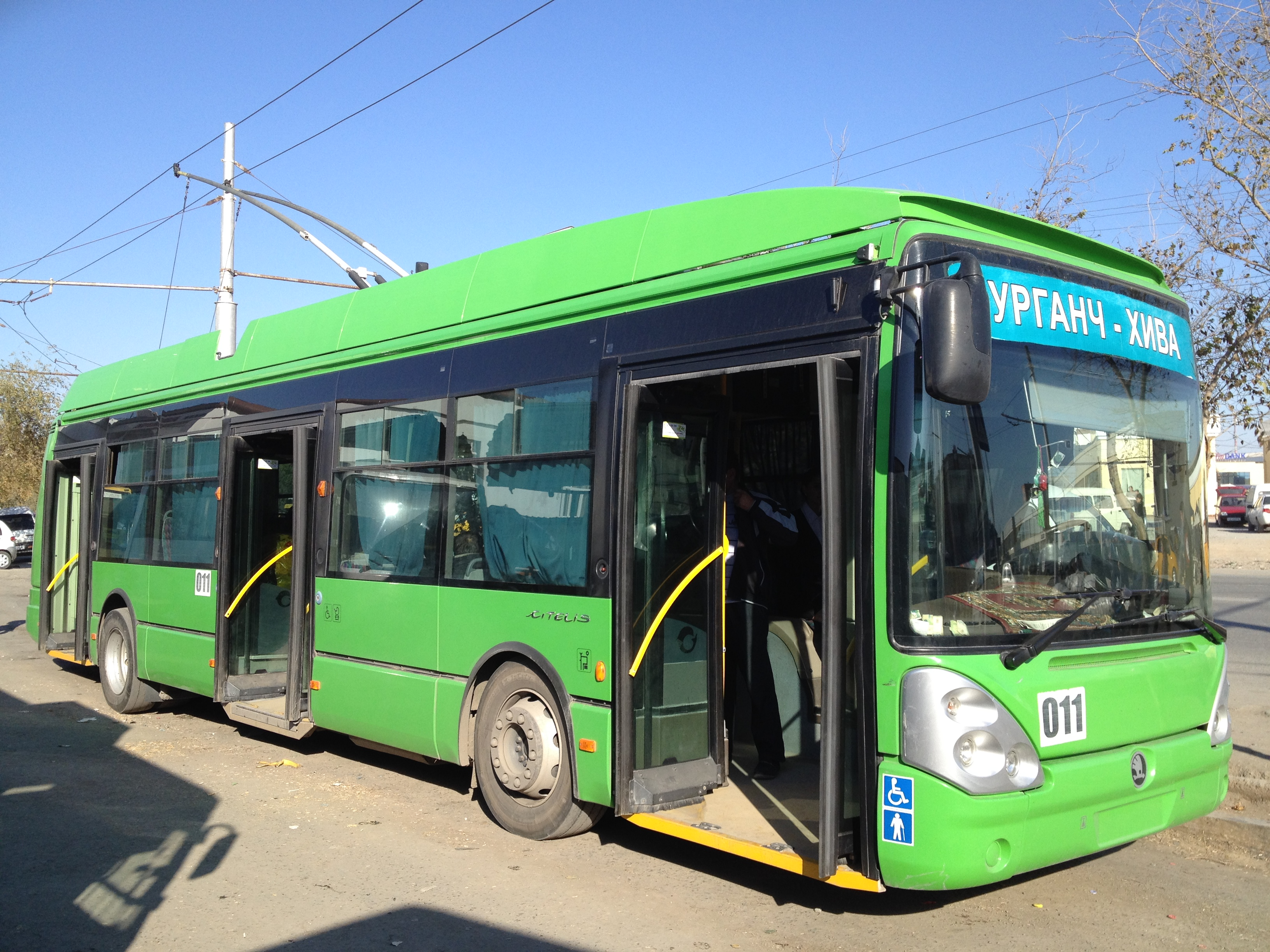
Škoda 24Tr №011